# Julius Pagel
Julius Leopold Pagel, född 29 maj 1851 i Pollnow, död 30 januari 1912 i Berlin, var en tysk läkare. 
Han blev 1902 extra ordinarie professor vid Berlins universitet och är främst känd som medicinsk historiker.